# 米申鎮區 (堪薩斯州肖尼縣)
米申鎮區（英語：Mission Township）是位於美國堪薩斯州肖尼縣的一個行政鎮區。

## 地方資料
米申鎮區的面積為76.91平方千米，當中陸地面積為73.43平方千米，而水域面積為3.48平方千米。根據2010年美國人口普查的數據，當地共有人口9365人，而人口密度為每平方千米121.77人。

## 外部連結
- US-Counties.com
- City-Data.com （页面存档备份，存于）